# Åsen
Åsen est une localité et une ancienne commune du comté de Trøndelag. La commune avait été créée en 1837, puis le 1er janvier 1962, Åsen, Frol, Levanger et Skogn ont fusionné dans la commune de Levanger. La localité comptait en 2008, environ 1 000 habitants, mais le centre de la localité compte, au 1er janvier 2012, 521 habitants. Åsen est la localité de Levanger qui est la plus proche de l'aéroport de Trondheim Værnes. La gare d'Åsen est l'une des cinq gares de la commune de Levanger.